# Costică Macaleți
Costică Macaleți (n. 6 septembrie 1955, Vlădeni, România) este un politician român, membru al Parlamentului României. În legislatura 2000-2004, Costică Macaleți a fost ales deputat pe listele PDSR dar a demisionat pe data de 5 februarie 2001 și a fost înlocuit de deputata Doina Micșunica Drețcanu. În legislatura 2004-2008, Costică Macaleți a fost ales deputat pe listele PSD și a fost membru în grupurile parlamentare de prietenie cu Ungaria și Republica Armenia. În legislatura 2008-2012, Costică Macaleți a fost ales deputat pe listele PSD și a fost membru în grupurile parlamentare de prietenie cu Canada și Republica Islamică Pakistan. 
În perioada 2001-2004, Costică Macaleți a fost numit prefectul județului Botoșani și a fost numit din nou în această funcție în 2012. 
Din iunie 2016 este ales prin votul consilierilor, președinte al Consiliului Județean Botoșani, pentru perioada legislativă 2016-2020.